# Aromobates walterarpi
Aromobates walterarpi La Marca & Otero López, 2012 è un anfibio anuro, appartenente alla famiglia degli Aromobatidi.

## Etimologia
L'epiteto specifico è stato dato in onore di Walter Arp.

## Distribuzione e habitat
È endemica dello stato di Mérida in Venezuela. Si trova intorno a 2325 metri di altitudine presso Piñango.